# مشاع 4 غز أباد (غرمسار كرمان)
مشاع 4 غز أباد (بالإنجليزية: Masha-ye 4 Gazabad)‏ هي منطقة سكنية تقع في إيران في قسم غرمسار الریفي. يقدر عدد سكانها بـ 305 نسمة .